# 3.º Ejército austrohúngaro
El 3.º Ejército (en alemán: k.u.k. 3. Armee) fue un nivel de mando de ejército de campo dentro de las fuerzas terrestres de Austria-Hungría durante la I Guerra Mundial. Estuvo principalmente activo en el frente oriental contra el Imperio ruso y en los Balcanes contra Serbia y Montenegro. Posteriormente, el 3.º Ejército tomó parte en algunos combates en el frente italiano antes de retornar al teatro de guerra oriental para 1917 para rechazar la Ofensiva Kerensky. Sus unidades restantes se fusionaron con el 7.º Ejército en enero de 1918.

## Historia

### 1914
El 3.º Ejército fue formado en agosto de 1914 como parte de la movilización de Austria-Hungría tras su declaración de guerra a Serbia y Rusia, llevando a cabo los planes de preguerra para la formación de seis ejércitos de campo. Como todos los ejércitos de campo austrohúngaros, consistía de un cuartel general y varios cuerpos, junto con algunas unidades independientes. El 3.º Ejército consistía inicialmente de los XI y XIV Cuerpos, con base en Lemberg (actual Lviv, Ucrania), e Innsbruck, respectivamente. Además hubo varias divisiones que se agregaron directamente al cuartel general del ejército. Fue puesto bajo el mando global del General der Kavallerie Rudolf Ritter von Brudermann. Al principio de la guerra la formación participó en la batalla de Galicia en la parte nororiental de la Monarquía Dual, donde fue parte de la fuerza austrohúngara de avance desde Lemberg hacia las posiciones rusas del Frente Suroccidental. El 25 de agosto de 1914, recibieron noticias del avance de tropas rusas cerca del río Zolota Lipa y se ordenó al 3.º Ejército que se enfrentara a ellas. El choque empezó el 26 de agosto, en lo que los austríacos creyeron que eran pequeñas unidades rusas, pero que resultaron ser ocho cuerpos. No tardaron en ser forzados a retirarse, llegando a Lemberg el 27 de agosto. Aunque el 3.º Ejército tuvo tiempo de formar una línea defensiva cerca del río Gnila Lipa, el avance ruso superaba al ejército de Bruderman tres a uno y lo hizo retroceder el 30 de agosto, antes de sitiar la propia Lemberg a principios de septiembre. Así la línea austrohúngara tuvo que retroceder a los Cárpatos, perdiendo el territorio del país al este de la cadena montañosa ante los rusos.
En septiembre de 1914, en el desenlace de la defensa de Galicia, Bruderman fue remplazado por el comandante del ejército Svetozar Boroević von Bojna. Bajo su mando el 3.º Ejército pasó el resto de los meses de invierno de ese año defendiendo los importantes pasos de montaña a través de los Cárpatos.

### 1915

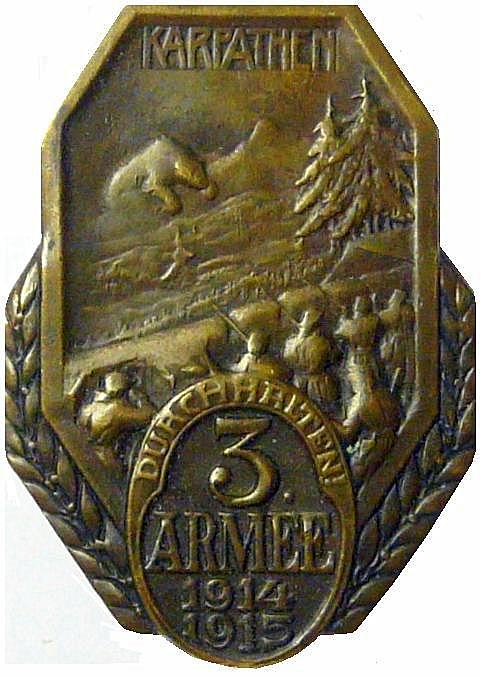
Insignia de gorro para soldados del 3.º Ejército, representando su ofensiva en los Cárpatos.

El 3.º Ejército, con el apoyo del Ejército del Sur alemán, encabezó la ofensiva contra posiciones rusas en los montes Cárpatos en enero de 1915 en un intento de revertir las pérdidas durante el año anterior en la debacle de Galicia. Para entonces había sido construido para incluir quince divisiones de infantería y cuatro y media de caballería para el asalto, que empezó el 23 de enero con el objetivo de asegurar el ferrocarril y nudos de comunicaciones de Medzilaborce, Sambir, y Sanok. A pesar de los éxitos iniciales contra unidades enemigas numéricamente inferiores que permitieron un avance de unos 38 kilómetros, las tropas de los Habsburgo sufrieron la falta de refuerzos y problemas logísticos. El invierno en la montaña también empeoró cuando el 3.º Ejército sobrecargado tuvo de defender su línea ante contraofensivas rusas, mientras ocupaba una larga brecha entre dos importantes pasos el 26 de enero. Para principios de febrero, la ofensiva austrohúngara se había encallado sin alcanzar la sitiada fortaleza de Przemyśl, y los rusos mantenían el control de los pasos estratégicamente importantes mientas las divisiones del 3.º Ejército habían sido reducidas al tamaño de brigadas o inferiores. Así acabó perdiendo su ventaja numérica. Para mediados de febrero el Ejército ruso había recuperado la iniciativa mientras que la fuerza de las tropas austrohúngaras se había reducido gravemente. El resto de los hombres del 3.º Ejército fueron objeto de temperaturas bajo cero y otros peligros ambientales, falta de suministros, y sin posibilidad de relevo. Para finales de febrero, perdió alrededor de 88.000 hombres —aproximadamente el 75% de su fuerza inicial— y tuvo que finalmente ser reforzado por el recién formado 2.º Ejército.
Después de los combates en los Cárpatos, el 3.º Ejército fue asignado para tomar parte en la Ofensiva de Gorlice-Tarnów en el sur de Polonia y Galicia. Se le confió el asedió de la fortaleza de Przemyśl como en la  fracasada ofensiva de principios de 1915.  Los 3.º y 4.º Ejércitos terminaron retomando los pasos de los Cárpatos y tomaron las fortificaciones a las afueras de Przemyśl en los primeros días de junio, siendo la propia fortaleza tomada finalmente el 3 de junio de 1915. El 3.º Ejército fue por breve tiempo disuelto y sus componentes pasaron a reforzar otras formaciones. Después, desde junio hasta septiembre, la formación fue temporalmente desactivada.
El 3.º Ejército fue reactivado a principios de octubre de 1915 para la segunda invasión de Serbia, como parte del Grupo de Ejércitos Mackensen, esta vez bajo el mando de Hermann Kövess von Kövessháza. Este grupo de ejércitos cruzó la lína del Sava-Danubio hacia Serbia el 5 de octubre. Las tropas de los Habsburgo, junto con fuerzas búlgaras del 1.º Ejército, tuvieron la tarea de conducir la fuerza principal serbia hacia el 11.º Ejército alemán en espera. Sin embargo, el Mariscal de Campo Radomir Putnik se topó con las fuerzas atacantes mientras ejecutaba una serie de retiradas que mantuvieron a la mayor parte de su fuerza intacta. El 11.º Ejército de August von Mackensen entró en Belgrado el 9 de octubre, mientras que el 3.º Ejército de Kövess perseguía a los serbios en retirada. La campaña resultó en unas bajas entre los Habsburgo de unos 18.000 hombres. Los serbios entraron en Montenegro en un intento de alcanzar los barcos Aliados en la costa, y el comandante supremo austrohúngaro Franz Conrad von Hötzendorf dio la orden al 3.º Ejército de no detenerse y de invadir el pequeño país también. Sus fuerzas ocuparon Cetiña, la capital, el 13 de enero de 1916.

### 1916-18
A mediados de 1916, el 3.º Ejército fue redesplegado en el frente italiano, donde formó parte del Grupo de Ejércitos Archiduque Eugenio (comandado por el Archiduque Eugenio de Austria), liderado una vez más por von Kövess. En la primavera de ese año, Hötzendorf decidió intentar una ofensiva en una parte del frente alejada de la zona del río Isonzo donde se había producido la mayoría de los combates. Entraron en acción contra los italianos en la batalla de Asiago junto al 11.º Ejército austrohúngaro, que empezó el 15 de mayo de 1916. El asalto inicialmente tuvo mucho éxito, avanzando 8 kilómetros de un frente de 70 kilómetros de longitud, y después otros 10 kilómetros antes de alcanzar Asiago. Sin embargo, la Ofensiva Brusilov en el este forzó al mando del Ejército Habsburgo a retirar algunas unidades ahí, y así la fuerza del Archiduque Eugenio se retiró a solo 5 kilómetros de donde habían empezado. En total los 3.º y 11.º ejércitos sufrieron unas 150.000 bajas.
Durante la Ofensiva Kerensky de 1917, el 3.º Ejército luchó bajo las órdenes del Generaloberst Karl Tersztyánszky von Nádas contra el 8.º Ejército ruso del General Lavr Kornilov. Enfrentándose con el 8.º Ejército en Stanislau (actual Ivano-Frankivsk, Ucrania), el 3.º Ejército hizo retroceder a las fuerzas de Kornilov. Las unidades restantes de la formación se fusionaron con el 7.º Ejército austrohúngaro en enero de 1918.

## Orden de batalla en agosto de 1914
Tras la movilización al estallar la guerra el 3.º Ejército consistía de las siguientes unidades.
| Organización del 3.º Ejército en agosto de 1914 | Organización del 3.º Ejército en agosto de 1914 | Organización del 3.º Ejército en agosto de 1914 |
| Ejército                                        | Cuerpo                                          | División                                        |
| ----------------------------------------------- | ----------------------------------------------- | ----------------------------------------------- |
| 3.º Ejército                                    | XI Cuerpo                                       | 30.ª División de Infantería                     |
| 3.º Ejército                                    | XIV Cuerpo                                      | 3.ª División de Infantería                      |
| 3.º Ejército                                    | XIV Cuerpo                                      | 8.ª División de Infantería                      |
| 3.º Ejército                                    | XIV Cuerpo                                      | 44.ª División de Infantería Landwehr            |
| 3.º Ejército                                    | (Subordinadas)                                  | 41.ª División de Infantería Honvéd              |
| 3.º Ejército                                    | (Subordinadas)                                  | 23.ª División de Infantería Honvéd              |
| 3.º Ejército                                    | (Subordinadas)                                  | 4.ª División de Caballería                      |
| 3.º Ejército                                    | (Subordinadas)                                  | 2.ª División de Caballería                      |
| 3.º Ejército                                    | (Subordinadas)                                  | 11.ª División de Caballería Honved              |

## Orden de batalla en 1914-15
Las siguientes unidades fueron asignadas al 3.º Ejército durante el tiempo de las operaciones de los Cárpatos y Gorlice-Tarnów.
- Asignadas en agosto de 1914:
  - II Cuerpo (hasta mayo de 1915)
  - IX Cuerpo (hasta enero de 1915)
- Asignadas en noviembre y diciembre de 1914:
  - Cuerpo "Szurmay" (hasta febrero de 1915)
  - XVIII Cuerpo (hasta febrero de 1915)
- Asignadas en enero de 1915:
  - V Cuerpo (hasta febrero de 1915)
  - VII Cuerpo (hasta mayo de 1915)
  - X Cuerpo (hasta junio de 1915)
  - XIX Cuerpo (hasta febrero de 1915)
- Asignadas en febrero de 1915:
  - XVII Cuerpo (hasta junio de 1915)

## Orden de batalla después de Gorlice-Tarnów
Las siguientes unidades fueron asignadas al 3.º Ejército en el periodo entre mediados de 1915 y el final de la guerra en 1918.
- Asignadas en octubre de 1915:
  - VIII Cuerpo (hasta marzo de 1916)
  - XII Cuerpo (hasta junio de 1916)
  - XIX Cuerpo (hasta septiembre de 1918)
- Asignadas en mayo de 1916:
  - I Cuerpo (hasta julio de 1916)
  - XVII Cuerpo (hasta agosto de 1918)
- Asignadas en junio y julio de 1916:
  - III Cuerpo (hasta julio de 1916)
  - 5.ª División de Infantería (hasta septiembre de 1916)
  - Cuerpo "Hadfy" (hasta junio de 1917)
  - VIII Cuerpo (hasta enero de 1917)
- Asignadas en octubre de 1916:
  - XIII Cuerpo (hasta enero de 1918)
- Asignadas en marzo y abril de 1917:
  - 5.ª División de Infantería (hasta diciembre de 1918)
  - XXVI Cuerpo (hasta septiembre de 1917)

## Comandantes
Los siguientes sirvieron como comandantes del 3.º Ejército durante su existencia.
| Desde                    | Rango                 | Nombre                            |
| ------------------------ | --------------------- | --------------------------------- |
| 14 de agosto de 1914     | General de Caballería | Rudolf von Brudermann             |
| 4 de septiembre de 1914  | General de Infantería | Svetozar Boroević von Bojna       |
| 25 de mayo de 1915       | Feldzeugmeister       | Paul Puhallo von Brlog            |
| 8 de septiembre de 1915  | General de Caballería | Karl Tersztyánszky von Nádas      |
| 27 de septiembre de 1915 | Generaloberst         | Hermann Kövess von Kövessháza     |
| 20 de octubre de 1916    | Generaloberst         | Karl von Kirchbach auf Lauterbach |
| 5 de marzo de 1917       | Generaloberst         | Karl Tersztyánszky von Nádas      |
| Julio de 1917            | Generaloberst         | Karl Křitek                       |

## Jefes de Estado Mayor
Los siguientes sirvieron como jefes de Estado Mayor del 3.º Ejército.
| Desde              | Rango        | Nombre                                      |
| ------------------ | ------------ | ------------------------------------------- |
| Agosto de 1914     | Generalmajor | Rudolf Pfeffer                              |
| Septiembre de 1914 | Generalmajor | Adolf von Boog                              |
| Septiembre de 1915 | Oberst       | Adalbert Dani von Gyarmata und Magyar-Cséke |
| Septiembre de 1915 | Generalmajor | Theodor Konopicky                           |
| Marzo de 1917      | Oberst       | Heinrich von Salis-Samaden                  |